# Багамский фунт
Багамский фунт (англ. Bahamian pound) — денежная единица Багамских Островов в 1868—1966 годах.

## История
До 1700 года в обращении преимущественно использовались португальские и бразильские монеты, затем — британские, а также испано-американские. В 1806 году была выпущена единственная монета колонии — медный пенни. В 1825 году законным платёжным средством объявлен фунт стерлингов, однако испано-американское песо продолжало использоваться в обращении.
В 1868 году выпущена банкнота казначейства Нассау в 1 фунт, а в 1869 году начат выпуск банкнот правительства колонии.
Около 1870 года начат выпуск банкнот Банка Нассау. В 1916 году их выпуск был прекращён.
Багамский фунт, приравненный к фунту стерлингов, выпускался только в форме банкнот. Монеты не чеканились, в обращении использовались британские монеты.
25 мая 1966 года введена новая денежная единица — багамский доллар. Обмен производился в соотношении: 7 шиллингов = 1 доллар, или 1 фунт = 2,85714 доллара.

## Банкноты
Выпускались банкноты:
- казначейства Нассау: 1 фунт;
- правительства Багамских островов: 4, 10 шиллингов, 1, 5 фунтов;
- Банка Нассау: 4, 5, 10 шиллингов, 1 фунт[3].